# Santiago Cordero
Santiago Cordero (Buenos Aires, 6 de diciembre de 1993) es un jugador argentino de rugby que se desempeña como wing o fullback. Actualmente juega en Connacht Rugby del United Rugby Championship y en Los Pumas.

## Carrera
Debutó en el año 2012 en su club de formación Club Regatas de Bella Vista. 
Luego de pasar por Pampas XV, formó parte del plantel de Jaguares (Super Rugby) en 2016 y 2017. 
Comenzó su carrera en Europa jugando dos temporadas para Exeter Chiefs (Premiership Rugby).
En 2019 desembarcó en Union Bordeaux Bègles (Top 14), club en el cual jugó durante 4 temporadas. 
Desde 2023 se encuentra en Connacht Rugby (United Rugby Championship). 
En 2013 fue invitado a los Barbarians para jugar contra Fiyi, en un partido conmemorativo por los 100 años de la Fiji Rugby Union.

## Selección nacional
Daniel Hourcade lo convocó por primera vez a los Pumas para los test matches de fin de año del 2013, debutando en la derrota 31–12 ante la Rosa el 9 de noviembre. Sucedió en el glorioso estadio de Twickenham y solo tenía 19 años de edad.
Previo a esto había jugado con la selección juvenil (Los Pumitas) y los Pumas Seven en un par de etapas del circuito mundial.
Fue parte de partidos históricos de Los Pumas, como el triunfo ante Irlanda en el mundial 2015, y las primeras victorias frente a los All Blacks en 2020, y los British & Irish Lions en 2025. En este último encuentro anotó el try que le dio la victoria al combinado nacional, finalizando una gran jugada colectiva iniciada por Tomás Albornoz. 
Cordero se encuentra en el top 10 de los tryman históricos de Los Pumas, con 18 conquistas en 56 partidos disputados.

### Participaciones en Copas del Mundo
Hourcade lo convocó a Inglaterra 2015, siendo una de las principales figuras del equipo que finalizó en el cuarto puesto. Shane Williams, reconocido exjugador, quedó sorprendido con la habilidad de Cordero y lo consideró la revelación del mundial, nombrándolo como uno de los mejores jugadores del certamen.
En el partido contra Georgia, que terminó con victoria argentina 54-9, anotó dos tries.
 En la victoria contra Tonga 45-16, anotó un try.
En la victoria por cuartos de final vs Irlanda inició las jugadas que finalizaron en try de sus compatriotas Matías Moroni y Juan Imhoff.
| Mundial                       | Sede       | Resultado     | PJ | Tries |
| ----------------------------- | ---------- | ------------- | -- | ----- |
| Copa Mundial de Rugby de 2015 | Inglaterra | Cuarto puesto | 6  | 3     |

## Palmarés
- Campeón de la Anglo-Welsh Cup de 2017–18 con Exeter Chiefs